# 土佐勤王黨

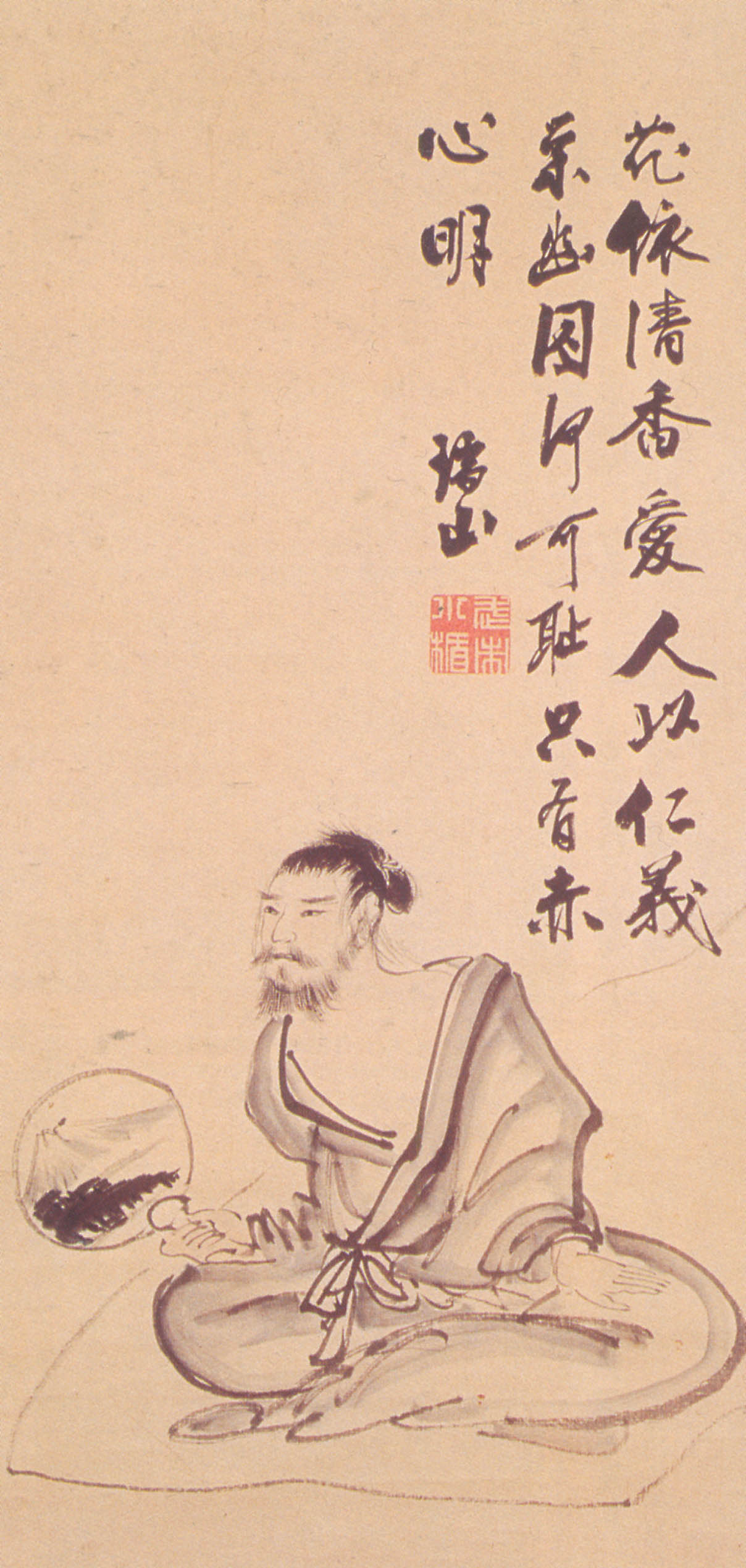
武市瑞山

土佐勤王党（日语：／），是德川家族幕末年间在土佐存在的政治组织。在书写时，也可写作土佐勤皇党。

## 历史
文久元年（1861年），以抵御外国人为目标的尊皇攘夷運動在土佐由武市瑞山发起。土佐领导人写下血盟，最终吸引了200多名参加者，土佐尊皇攘夷運動运动成为土佐当地的一个巨大政治力量。土佐勤王党主要由身份较低的下级藩士，乡绅和地下浪人组成。党的早期参与者包括坂本龙马，由武市推荐加入，但很早就退出（坂本龙马是除武市外的最初加盟者。）